# Deroplia lateralis
Deroplia lateralis là một loài bọ cánh cứng trong họ Cerambycidae.